# Free Woman
A Free Woman Lady Gaga amerikai énekesnő dala a 2020-as Chromatica című hatodik nagylemezéről. Gaga közösen írta a dal producereivel, BloodPoppal, Axwell-lel és Johannes Klahrral. A Free Woman az ötödik dalként kapott helyet az albumon, miután néhány héttel korábban kiszivárgott az internetre a dal demóváltozata. Műfaját tekintve egy eurodance és eurohouse dal, melyre nagy hatással volt az 1990-es évek hangzása. A dal megírása során Gagát élete azon szakasza ihlette meg, mikor poszttraumás stressz zavarral küzdött, miután producere megerőszakolta. Emellett a Free Womannel ünnepelni akarta az LMBT-be tartozó rajongóit, különösen a transznemű közösséget emelte ki inspirációként. A dal szövegében arról beszél, hogy mit jelent számára szabad nőnek lenni, továbbá megkérdőjelezi, hogy szüksége van-e férfire a túléléshez.
A zenekritikusok dicsérték a dalt pozitív, bátorító üzeneteiért, azonban többen nem tartották elég kiemelkedőnek a produceri munkát. 2021. április 13-án megjelent a francia rádiókban az album negyedik kislemezeként. 2020. augusztus 28-án mutatták be a Free Woman Honey Dijon remixét, amellyel az énekesnő az Apple Musicon bemutatott podcast műsorának utolsó epizódját ünnepelték. 2021-es Dawn of Chromatica című remixalbumán Clarence Clarity produceri munkájával adtak ki remixet a dalhoz, melyben Rina Sawayama brit énekesnő vokálozott Gaga mellett. A Free Woman felkerült az énekesnő 2022-es The Chromatica Ball turnéjának számlistájára.

## Háttér és felvételek

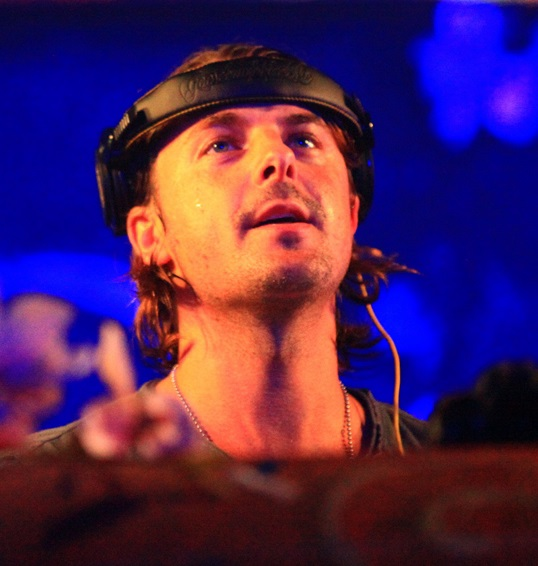
Axwell volt a dal egyik dalszerzője és producere.

A Free Womant Gaga a szám producereivel, BloodPoppal, Axwell-lel és Johannes Klahrral együtt írta meg. Axwell egy interjúban elmondta, hogy nagyon tetszett neki a dal kezdetleges változatának retró hangzásvilága, amit Gaga még BloodPoppal együtt készített, és neki „a 90-es évek New York-i klubjai” jutottak eszébe, miközben hallgatta. Klahr elárulta, hogy a 80-as és 90-es évek hangzását tudatosan próbálták felerősíteni a dalban, továbbá arra is törekedtek, hogy megmaradjon a dal autentikus klubhangzása is. Gaga arról is beszélt, hogy a dal megírása során meglehetősen deprimált lelkiállapotban volt, és „arra gondolt, hogy meg fog halni… így hát minél fontosabb, hogy valami jelentős dolgot megoszthasson”. A dal befejezése segített számára túllendülni ezen az állapoton, és „most már ha meghallgatja, tudja, hogy életben fog maradni”. Zane Lowe-val az Apple Musicon készített interjújában tovább részletezte a dal rendkívül személyes háttertörténetét:
„Megerőszakolt egy zenei producer. Ez negatívan hatott az élettel és a világgal kapcsolatos összes érzésemre, a zeneiparral kapcsolatos érzéseimre, illetve hogy milyen kompromisszumokat kellett kötnöm, és min kellett átesnem ahhoz, hogy ott legyek most, ahol vagyok. Meg kellett ezt jelenítenem a dalban. És mikor végre képes voltam mindezt elfogadni, azt mondtam »Tudjátok mit?« [...]  Nem fogom a továbbiakban szexuális erőszak túlélőjeként vagy áldozataként meghatározni magam. Egyszerűen egy szabad ember vagyok, aki átélt pár elbaszott dolgot.”
Gaga azt is megosztotta, hogy a Free Woman megírását a transznemű közösség is inspriálta. Meg akarta mutatni a dallal, hogy mekkora erő lakozik benne, közben pedig ünnepelni szerette volna az LMBT közösséget, akik segítettek neki megbirkózni a poszttraumás stressz zavarral, és hozzájárultak ahhoz, hogy tovább tudjon lépni. Gaga azt is hozzátette, hogy eredetileg a dal után szerette volna az albumot is elnevezni, végül azonban a Chromatica név mellett döntött, mert továbbra is küszködik azzal, hogy szabad nőnek érezze magát, így nem tartotta volna helyénvalónak a címadást.

## Megjelenés és kompozíció
2020. május 7-én a dal jó minőségben kiszivárgott az internetre. Ennek következtében bekerült a Twitteren a felkapott témák közé annak ellenére, hogy az Interscope Records gyorsan eltávolította az összes kiszivárgott verziót. Három nappal az album megjelenése előtt Gaga megosztott Instagramján egy promóciós képet, amihez a „This is my dancefloor / I fought for” dalszövegrészletet, valamint az „EZ EGY ÜZENET A #CHROMATICÁRÓL” megjegyzést fűzte. A Chromatica végül 2020. május 29-én jelent meg, amin a Free Woman az album ötödik számaként kapott helyet. 2021. április 13-án a dalt kiadták az album negyedik kislemezeként a francia rádiókban.
A Free Woman egy 1990-es évek inspirálta eurodance és eurohouse dal, acid house és diszkó zenei elemekkel. Hallható benne egy EDM drop, és egy közepes tempójú gospel érzettel jellemezhető billentyűs szakasz. Alexandra Pollard a The Independenttől hasonlónak találta a Free Woman hangzását a Robyn & La Bagatelle Magique együttes Love is Free című dalához, míg Salvatore Maicki a Nylon magazintól a La Bouche zenéjéhez hasonlította. A Musicnotes.com weboldalon közzétett zenei kotta szerint a dal 4/4-es ütemmel rendelkezik és A-molban íródott, továbbá 120-as percenkénti leütésszáma van. Gaga hangterjedelme a dalban A♭3-tól E♭5-ig terjed.
Az énekesnő a Free Womanben arra a kérdésre keresi a választ, hogy „mit jelent szabad nőnek lenni”, továbbá megkérdőjelezi, hogy szükség van-e a túlélésre ahhoz, hogy egy férfi vele legyen. Kijelenti, hogy szabadnak érezheti magát egyes egyedül, majd „diadalmasan továbblép”, miközben azt énekli, hogy „még mindig vagyok valaki, ha nincs pasim / egy szabad nő vagyok”. Annie Zaleski a Time magazintól azt írta, hogy a dal arról szól, hogy valaki „visszanyeri az identitását és a társadalmi nemét miután szexuális bántalmazás éri”, míg Laura Alvarez a Forbestól úgy fogalmazott, hogy a dal szövege arról szól, hogy „miként kell harcolni a boldogságért az élet viszontagságai miatt”. Carl Wilson a Slate magazintól úgy vélte, hogy a szám „visszapillantást nyújt Stefani Germanotta Fame előtti New York-i életére” az „I walk the downtown, hear my sound/ No one knows me yet, not right now” szövegrészlettel”.

## Kritikusi fogadtatás

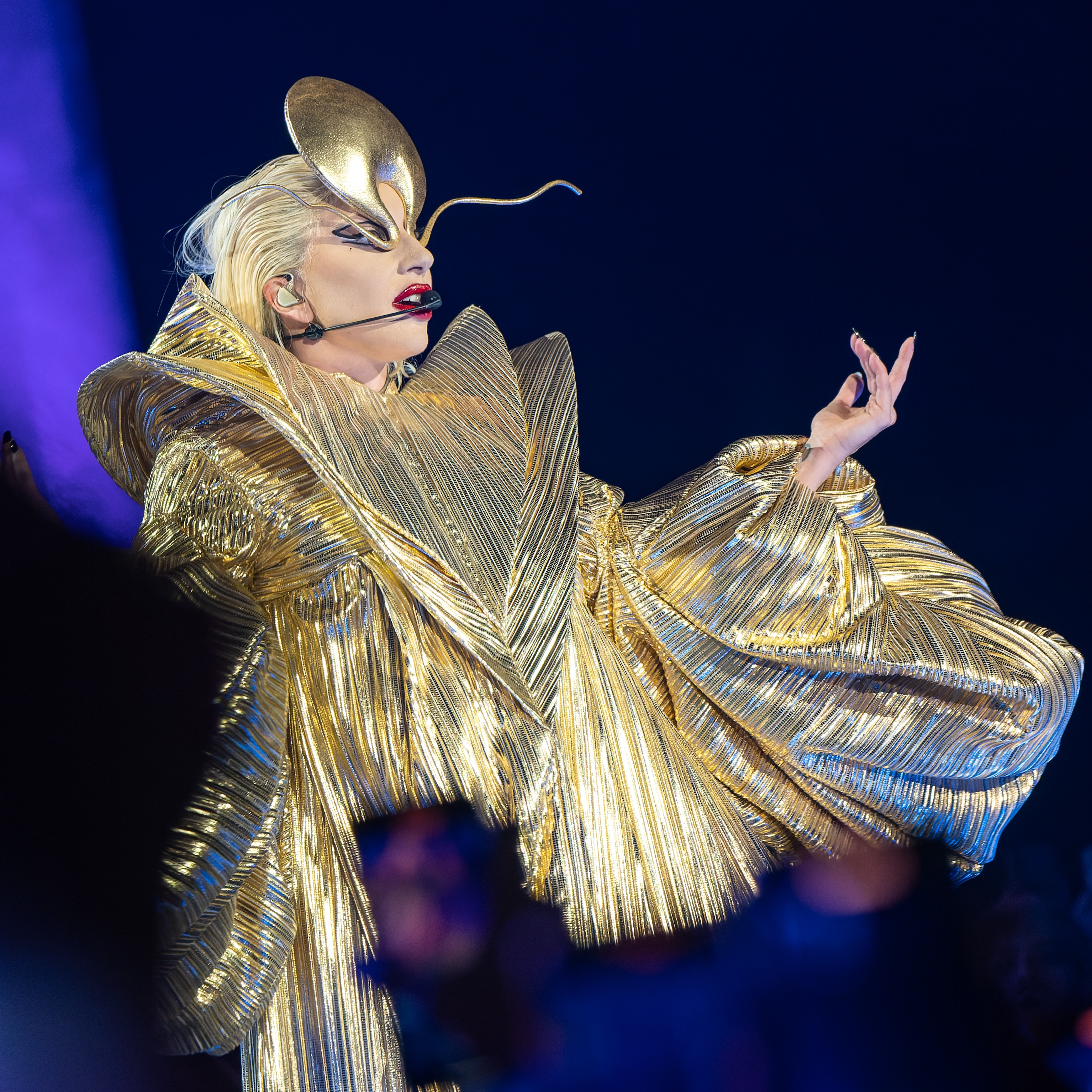
Gaga a Free Woman előadása közben a The Chromatica Ball turnéján

Jem Aswad a Variety-től azt gondolta, hogy a dalnak „felszabadító és bátorító érzete van”, refrénjét pedig „lelkesítőnek” nevezte. Jeremy J. Fisette a Beats Per Minute-től azt írta, hogy a dal „egy bátorító himnusz, amilyet mind hallottunk már, de Gagának sikerül eladnia rapszodikus dallamaival és erős vokáljaival”. A USA Today szerzője, Patrick Ryan egy „eufórikus bombának” nevezte a dalt ismertetőjében. A Slate-től Carl Wilson azon a véleményen volt, hogy „a dalban rejlő szenvedély és a cseppnyi musicales stílus az, amitől több mint egy szokásos bátorító himnusz”. Mark Richardson a The Wall Street Journaltől azt írta, hogy a Free Womant „mintha jövőbeni melegbüszkeség-napi felvonulásokra készítették volna olyan dalszövegekkel, amelyekben a táncparkett egy hely, amelyért meg kell küzdenie a közösségeknek”. Richard LaBeau a Mediumtól kiemelte a dal „erőteljes” dalszövegeit, amelyekre „nehéz odafigyelni a csodás dance hall ütemek és a szárnyaló vokál mellett”.
Az Insider a Free Womant az album egyik legjobb dalának választotta, és azt írták róla, hogy „egyszerre egy erőteljes kinyilatkoztatás és egy ellenállhatatlan pophimnusz”. Callie Ahlgrim az Insidertől a dalszövegekből sugárzó „őszinte magabiztosságot” emelte ki, míg Courteney Larocca azt írta, hogy „a dal a szexuális bántalmazást elszenvedő egyén gyógyulásának és továbblépésének a bensőséges és diadalmas kibontakozása”. Laura Dzubay a Consequence of Soundtól az album egyik legfontosabb dalaként jelölte meg, és dicsérte a „This is my dance floor/ I fought for” („Ez a táncparkett amiért megküzdöttem”) dalszövegrészt, amivel kapcsolatban azt írta: „a táncolásért mindig meg kell harcolni egy bizonyos szempontból, de különösen azoknak, akik traumatikus élményeken mentek keresztül, és sosem vehető félválról az az erő, amit elő kell idézniük ehhez”. Kory Grow a Rolling Stone-tól az „I’m still something if I don’t got a man” („Még mindig vagyok valaki, ha nincs is pasim”) sort emelte ki, amit „merésznek” nevezett.
Stephen Daw a Billboardtól úgy érezte, hogy „a dal elveszik az album lenyűgöző számlistájában”, továbbá hozzátette: „Az ütem természetesen szórakoztató, a dallam határozottan fülbemászó, de nincs semmi a dal szerkezetében, amitől átmenne a Gaga teszten, azaz megragadna a grabancodnál fogva és nem engedne el”. Michael Cragg a The Guardiantől a dalt „átlagosnak” és „elcsépeltnek” nevezte. Sal Cinquemani a Slant Magazine-től szintén nem találta kiemelkedőnek, és azt írta róla, hogy „olyan mint egy kiadatlan Cher-dal”. A BuzzFeed Newstól Alessa Dominguez azt gondolta a dalról, hogy „nem ad hozzá semmit a végtelen mennyiségű táncparkettes felszabadultság témakörhöz”. Louise Bruton a The Irish Timestól a Free Womant az album egyik „ritka mélypontjának” nevezte.

## Kereskedelmi fogadtatás
2020. június 13-án a Free Woman a második helyen debütált a Billboard Bubbling Under Hot 100 listáján, és a tizenegyedik helyen a Hot Dance/Electronic Digital Songs eladási listáján. Két héttel később a tizedik helyre jött fel, ezzel pedig Gaga kilencedik dala lett, mely az első tíz közé került a Dance/Electronic Songs listán. Az énekesnő ezzel tovább növelte rekordját a legtöbb Top 10-be került dalokat illetően a lista történetében a női előadók között. Kanadában a Canadian Hot 100 listán a 80. helyen nyitott 2020. június 13-án. A Free Woman ezen kívül a 75. pozícióban debütált az ausztrál kislemezlistán. Európában több ország hivatalos listájára is fel tudott kapaszkodni, így 143. volt Franciaországban, 89. Litvániában, 100. Portugáliában és 93. Svédországban. Magyarországon a Mahasz Single Top 40 elnevezésű hivatalos kislemezeladási listáján a 28. helyen szerepelt.

## Remix

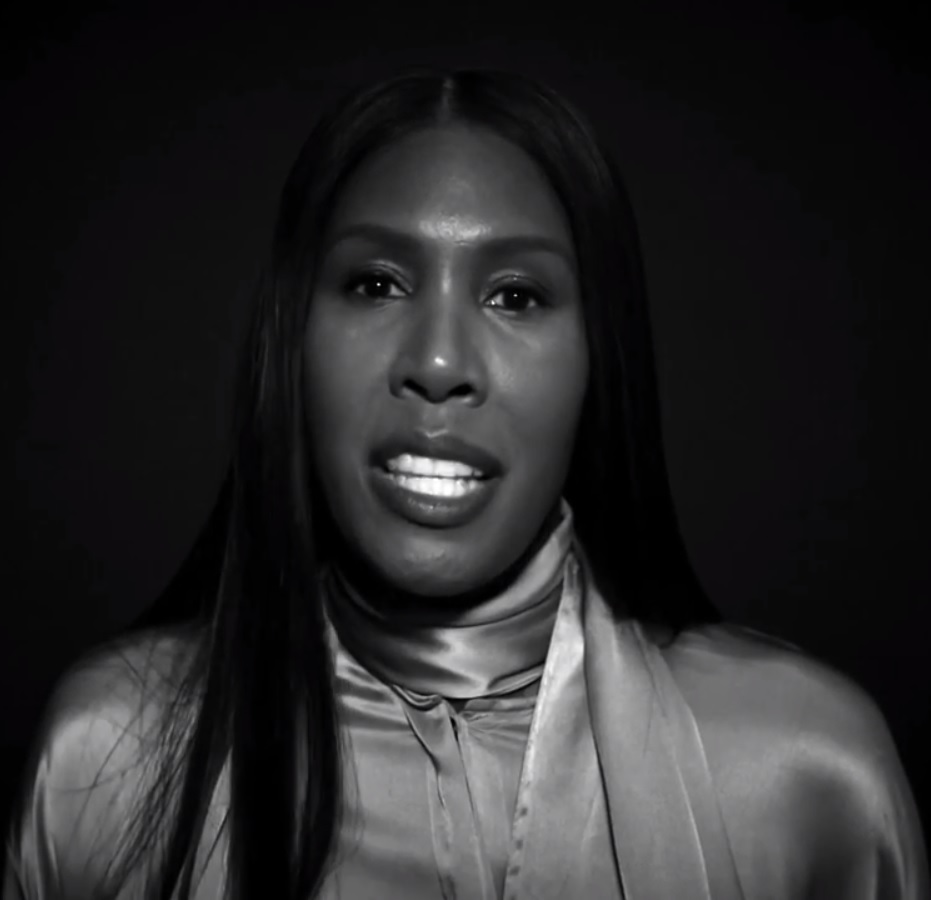
2020 augusztusában jelent meg a dal Honey Dijon remixe, amelyet a Chicago house zenei stílus inspirált.

2020. augusztus 28-án megjelent a Free Woman Honey Dijon által készített remixváltozata, mellyel az énekesnő „Gaga Radio” című heti Apple Music podcastjának utolsó epizódját ünnepelték. Az énekesnővel folytatott közös munkával kapcsolatban Dijon elmondta: „A legtöbb embert, akikkel együtt dolgozok inkább egy kulturális perspektívából közelítek meg mint mainstream aspektusból. Gagáról mindig is a klubok és az LMBTQI közösség jut eszembe, akik mellett mindig elkötelezetten kiáll, illetve a zenéi nagyrészét a klubok inspirálták.” Dijont eredetileg Gaga és Ariana Grande Rain on Me című számának feldolgozásával bizták meg, azonban Dijon úgy érezte, hogy a Free Woman jobban illene hozzá, mivel egy multikulturális klub hangulatot képzelt el a saját változatához a dalból. A „Realness Remix” címmel a klubok színes közössége előtt kívánt tisztelegni. A chicagói születésű DJ ezen kívül jó lehetőségnek látta, hogy a remix segítségével bemutassa a Chicago house stílust a mainstream közönségnek.

## A kislemez dalai és formátuma
Digitális letöltés és streaming (Honey Dijon Realness Remix)
1. Free Woman (Honey Dijon Realness Remix Edit) – 3:31
2. Free Woman (Honey Dijon Realness Remix) – 6:46

## Közreműködők
Közreműködők listája a Tidalon található információk alapján.
- Lady Gaga – vokál, dalszerző
- Axwell – producer, dalszerző, basszusgitár, dobok, gitár, billentyűsök, ütős hangszerek
- BloodPop – producer, dalszerző, basszusgitár, dobok, gitár, billentyűsök, ütős hangszerek
- Johannes Klahr – producer, dalszerző, basszusgitár, dobok, gitár, billentyűsök, ütős hangszerek
- Alexander Ridha – dalszerző
- Scott Kelly – hangmérnök
- Benjamin Rice – hangkeverés
- Tom Norris – hangkeverés

## Slágerlistás helyezések
| Lista (2020)                                  | Legjobb helyezés |
| --------------------------------------------- | ---------------- |
| Ausztrália (ARIA)                             | 75               |
| Franciaország (Single Top 100)                | 143              |
| Kanada (Canadian Hot 100)                     | 80               |
| Litvánia (AGATA)                              | 89               |
| Magyarország (Single Top 40)                  | 28               |
| Portugália (AFP)                              | 100              |
| Svédország (Sverigetopplistan)                | 93               |
| Új-Zéland Hot Singles Chart                   | 6                |
| US Bubbling Under Hot 100 Singles (Billboard) | 2                |
| US Hot Dance/Electronic Songs (Billboard)     | 10               |
| US Rolling Stone Top 100                      | 92               |

| Lista (2020)                               | Helyezés |
| ------------------------------------------ | -------- |
| USA Hot Dance/Electronic Songs (Billboard) | 32       |

## Megjelenések
| Régió         | Dátum               | Formátum                     | Változat                   | Kiadó      | Forr.  |
| ------------- | ------------------- | ---------------------------- | -------------------------- | ---------- | ------ |
| Világszerte   | 2020. augusztus 28. | Digitális letöltés streaming | Honey Dijon Realness remix | Interscope | [ 45 ] |
| Franciaország | 2021. április 13.   | Poprádiós megjelenés         | Rádiós verzió              | Universal  | [ 11 ] |

## Fordítás
- Ez a szócikk részben vagy egészben  a   Free Woman című angol Wikipédia-szócikk fordításán alapul.  Az eredeti cikk szerkesztőit annak laptörténete sorolja fel. Ez a jelzés csupán a megfogalmazás eredetét és a szerzői jogokat jelzi, nem szolgál a cikkben szereplő információk forrásmegjelöléseként.